# Corso Ercole I d’Este

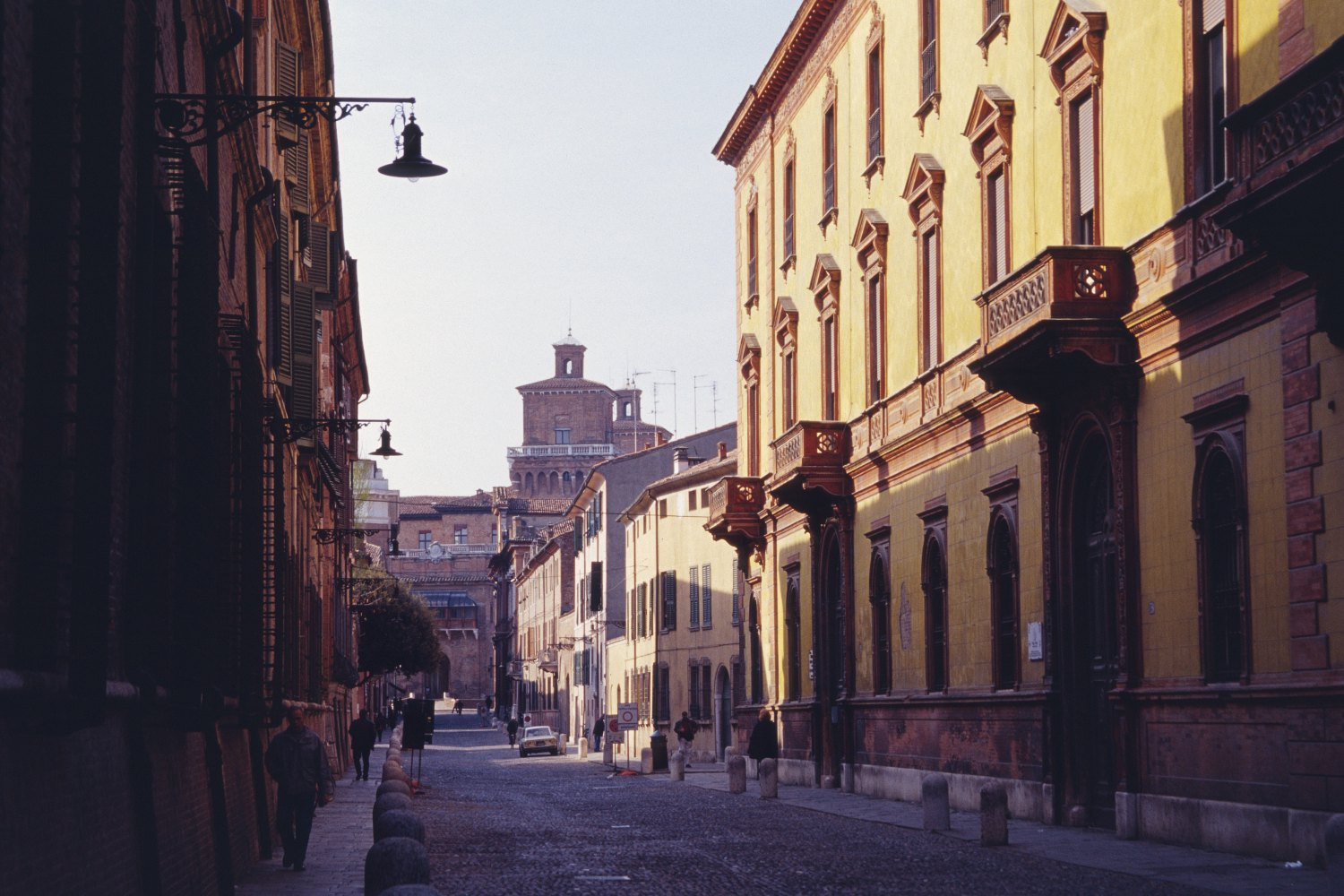
Corso Ercole I d’Este, Blick auf das Castello Estense

Der Corso Ercole I d’Este ist eine wichtige Renaissancestraße in Ferrara, die am Largo Castello beginnt, eine Kreuzung mit dem Corso Biagio Rossetti und dem Corso Posta Mare (dem Quadrivio degli Angeli) bildet und an der Stadtmauer, an der Porta degli Angeli, bei den Belfiore-Wällen endet.

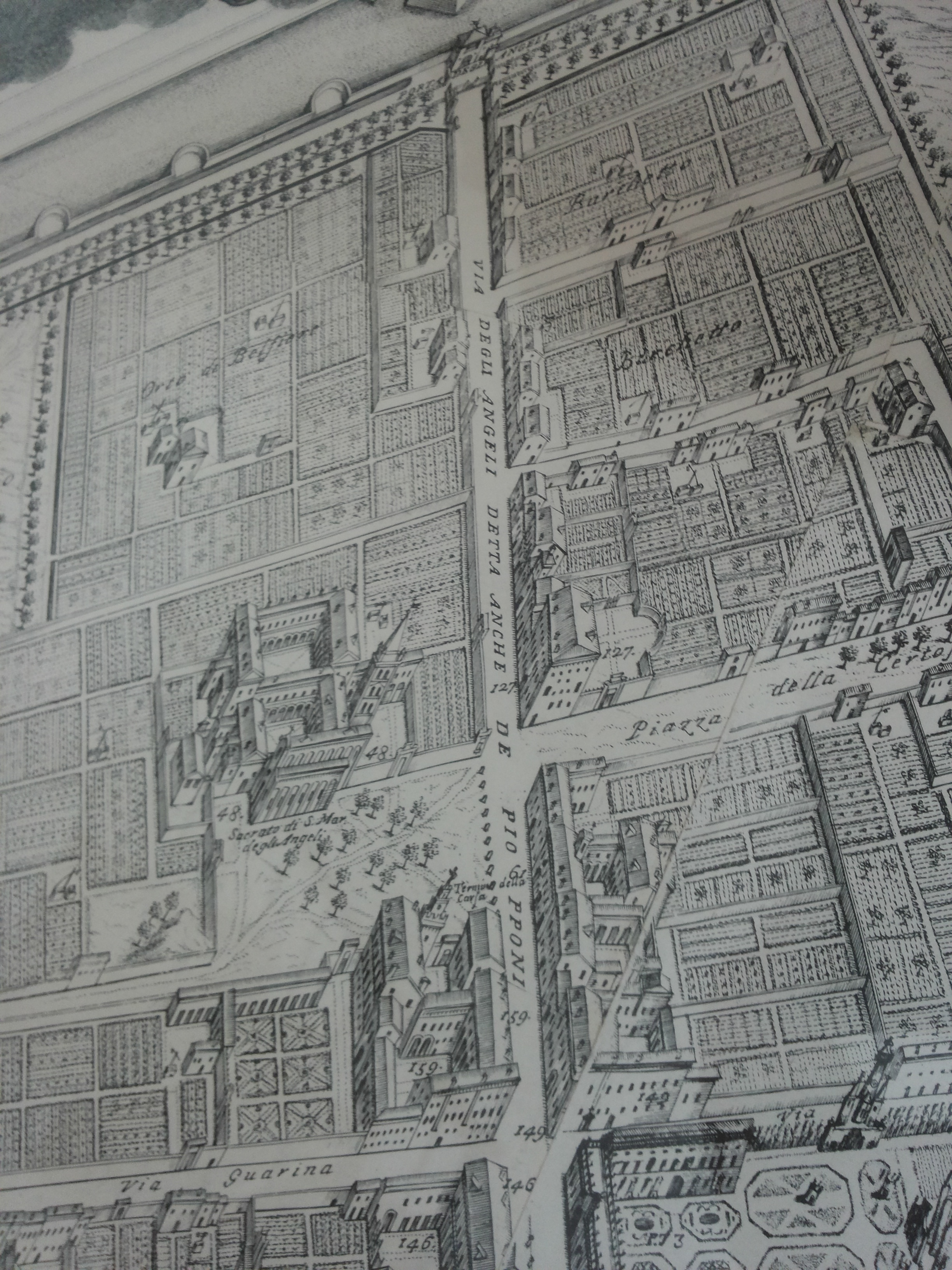
Andrea Bolzoni, Plan und Aufriss der Stadt Ferrara (1747) – Der heutige Corso Ercole I d’Este und das Gebiet, in dem sich die ehemalige Delizia di Belfiore befand

## Geschichte

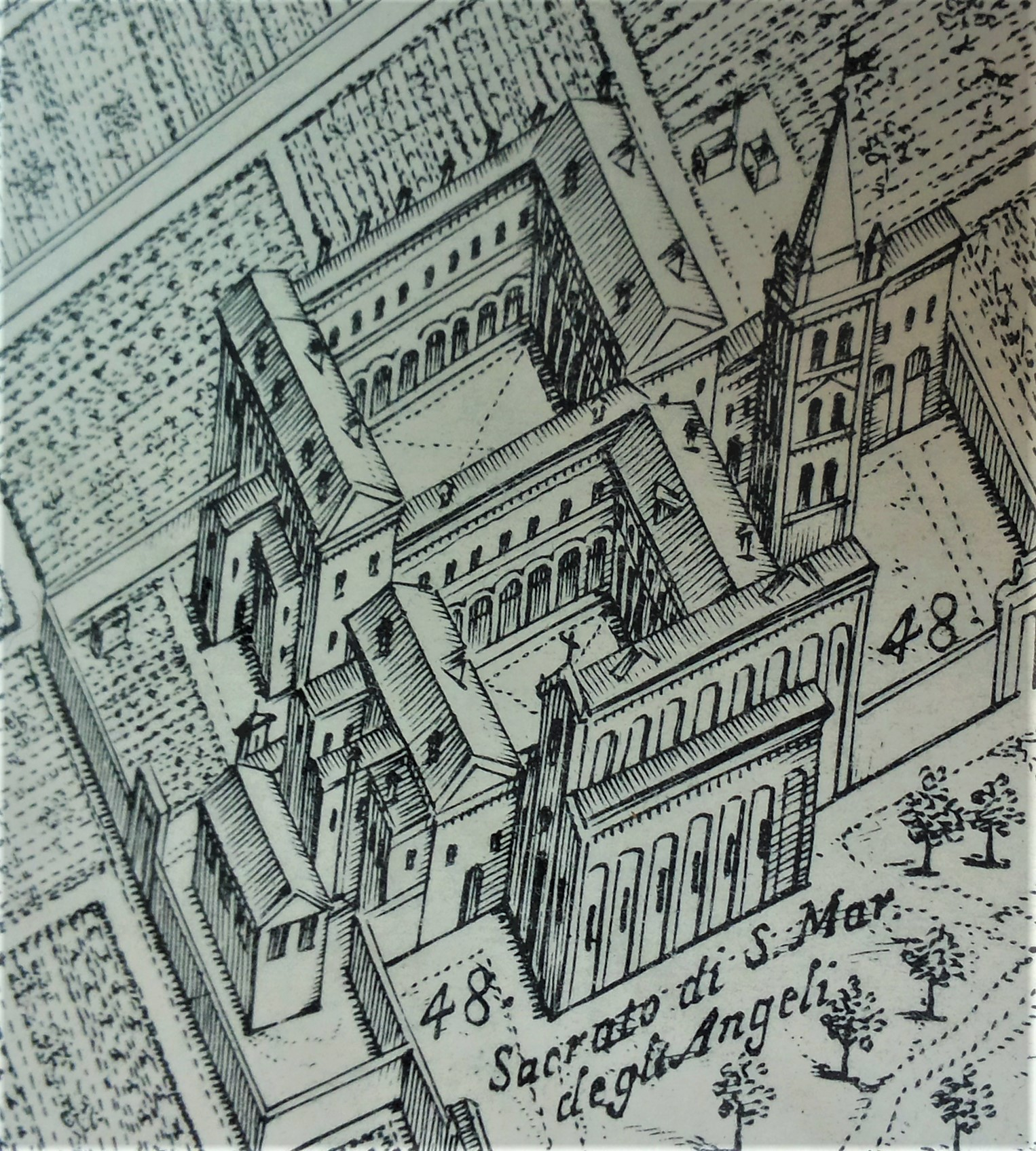
Andrea Bolzoni, Plan und Aufriss der Stadt Ferrara (1747) – Die ehemalige Kirche Santa Maria degli Angeli

Der Corso Ercole I d’Este ist die zentrale Verkehrsader der Addizione Erculea, dem großen städtebaulichen Vorhaben des Herzogs von Ferrara Ercole I. d’Este, das dem Hofarchitekten Biagio Rossetti übertragen wurde. Die Arbeiten begannen im Jahr 1492 und wurden um 1510, kurz nach dem Tod des Herzogs, abgeschlossen.
Vom Castello Estense aus führt die Straße bis zur Porta degli Angeli an der Stadtmauer und kreuzt die neue Verkehrsader, die vom Westen der Stadt zum Meer führt.
Der wichtigste Knotenpunkt der Erweiterung war und ist das Quadrivio degli Angeli, an dessen Ecken sich der Palazzo dei Diamanti, der Palazzo Prosperi-Sacrati und der Palazzo Turchi di Bagno befinden. Sie schließt mit einer Allee bestehend aus zwei Pappelreihen, daher der alte Name Via dei Piopponi ab.
Borso d’Este ließ die Straße im Jahr 1461 pflastern und bei dieser Gelegenheit auf Kosten der Juden von Ferrara, als Strafe für die Nichteinhaltung eines nicht näher bezeichneten Gesetzes, zwei Reihen Pappeln an den Straßenseiten pflanzen. Nur etwas mehr als zwanzig Jahre später wurde ein Teil der Pappeln gefällt, um Holz zur Verstärkung der Stadtbefestigung zu gewinnen, als Ferrara während des Salzkriegs von den Venezianern angegriffen wurde.
Die Straße wurde auch Via degli Angeli genannt, weil an ihr die ehemalige Kirche Santa Maria degli Angeli stand. Das gesamte Gebiet wurde erst nach 1492 mit einer Stadtmauer befestigt.
Dieses große Gebiet, das auch Belfiore genannt wurde, umfasste die gleichnamige Delizia, die Kirche Santa Maria degli Angeli (oder von Belfiore), die beide längst zerstört sind, und die Certosa, die Borso als Kloster gegründet hatte und wo er einen Palast hatte.

### Name
Der Name Corso Ercole I d’Este ist seit der ersten Hälfte des 20. Jahrhunderts in Gebrauch. In der jüngeren Vergangenheit hieß sie Corso Vittorio Emanuele, und in früheren Zeiten war sie die Via dei Piopponi und davor die Via degli Angeli. Die Strecke zwischen dem Palazzo dei Diamanti und dem Castello Estense hieß um das 18. Jahrhundert herum Via dello Scorsuro.

## Sehenswürdigkeiten

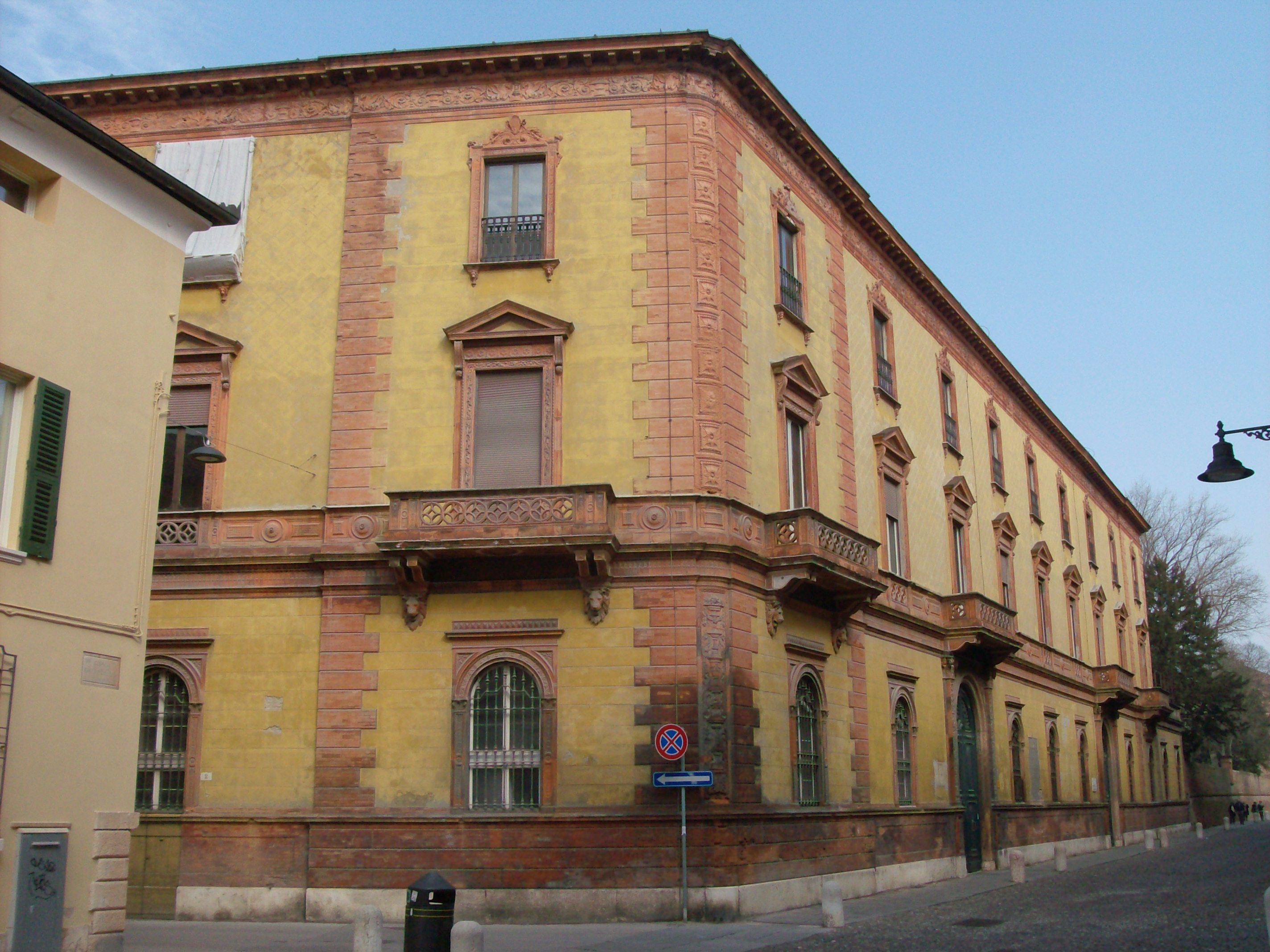
Palazzo Gulinelli

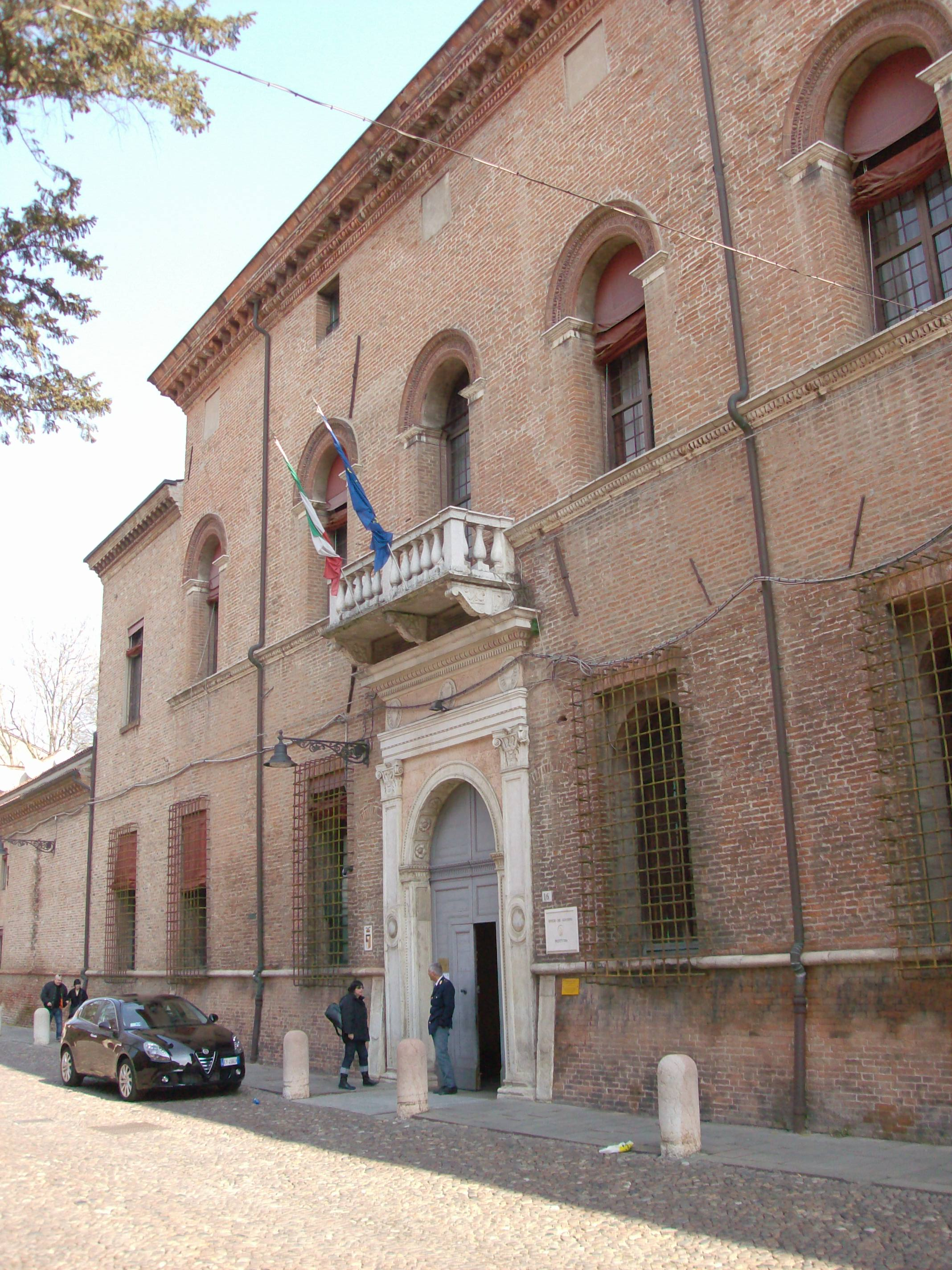
Palazzo Giulio d’Este

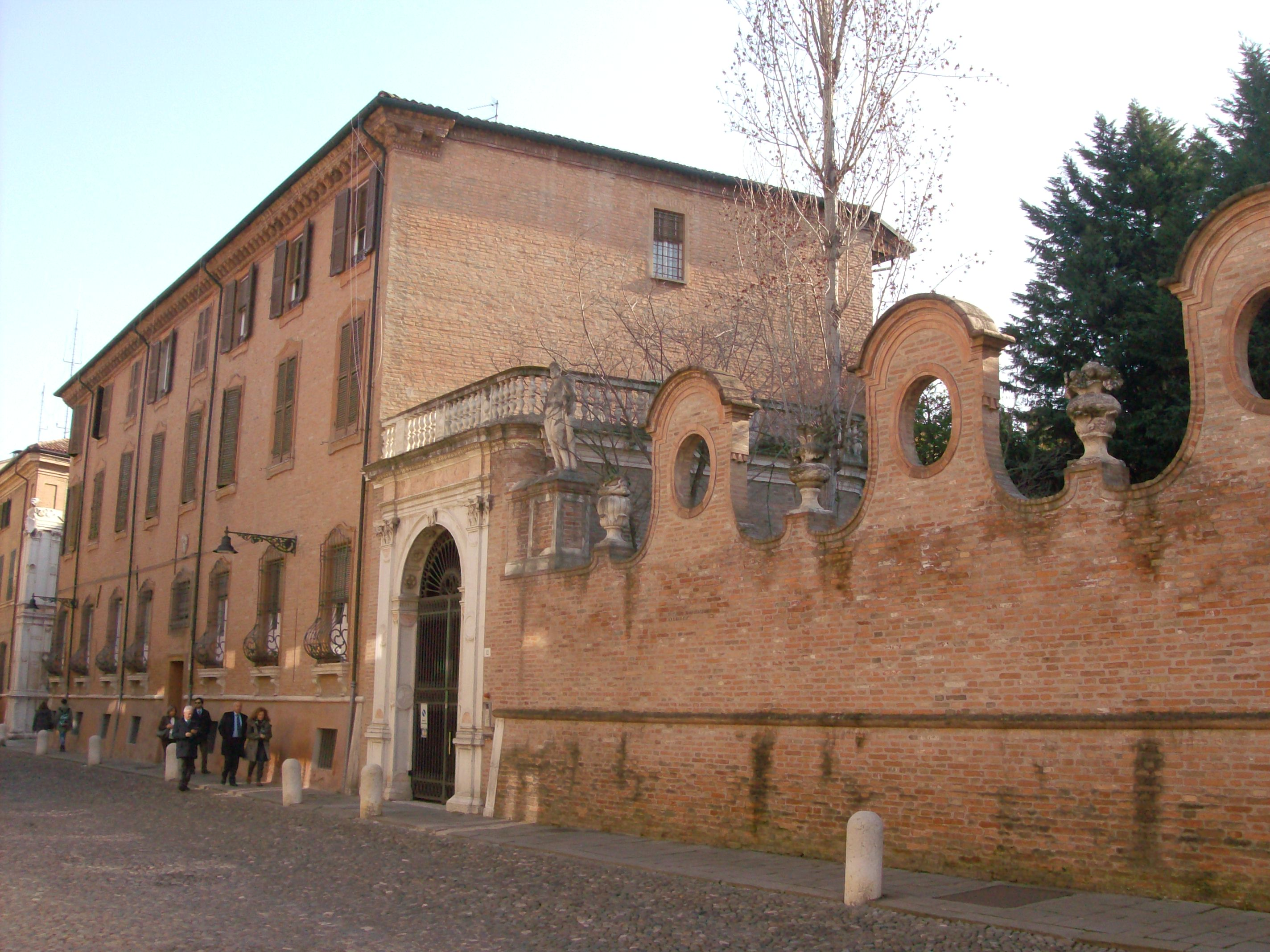
Palazzo Giglioli Varano

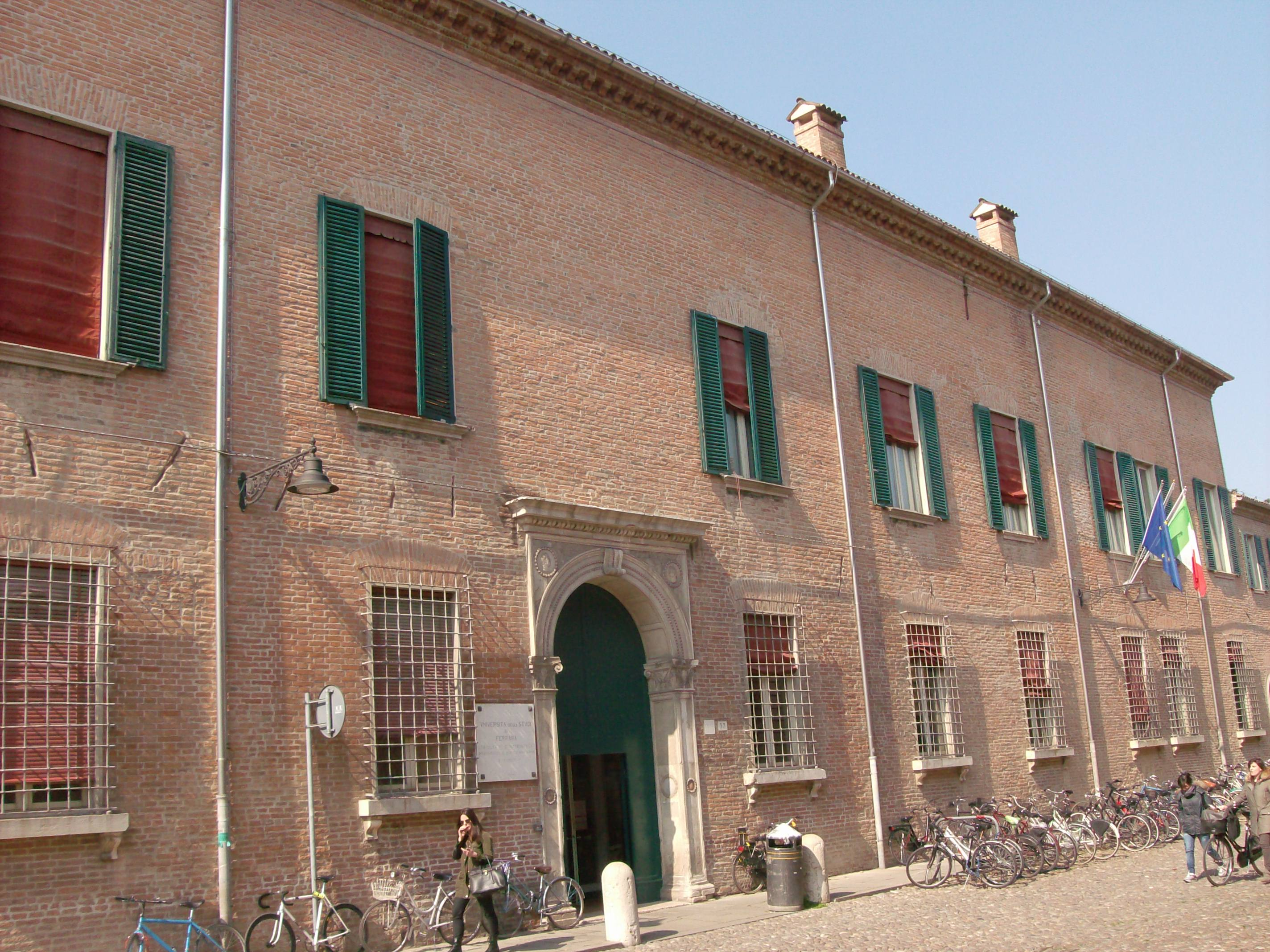
Palazzo Trotti Mosti Estense

Der Quadrivio degli Angeli bildet den zentralen Punkt der Straße und ist die gelungene Umsetzung von Rossettis Entwurf. Die alte Viale degli Angeli wurde zum Corso Ercole I d’Este und ist heute teilweise eine Fußgängerzone.

### Paläste
Sie wird von bedeutenden Renaissance-Palästen beherrscht, die einst adligen Ferrareser Familien oder der Familie Este selbst gehörten. Dazu gehören neben dem bereits erwähnten Palazzo dei Diamanti, dem Palazzo Prosperi-Sacrati und dem Palazzo Turchi di Bagno auch die ehemalige Börse und der ehemalige Palazzo Monte di Pietà, der Palazzo della Camera di Commercio, der Palazzo Gulinelli, der Palazzo Scola Camerini und die Palazzi Trotti Mosti Estense und Giordani (an der Kreuzung mit der Via Arianuova und der Via Guarini, Sitz der juristischen Fakultät der Universität Ferrara und des Zentrums für Dokumentation und Studien über die Europäischen Gemeinschaften).

### Kreuzungen und Einmündungen

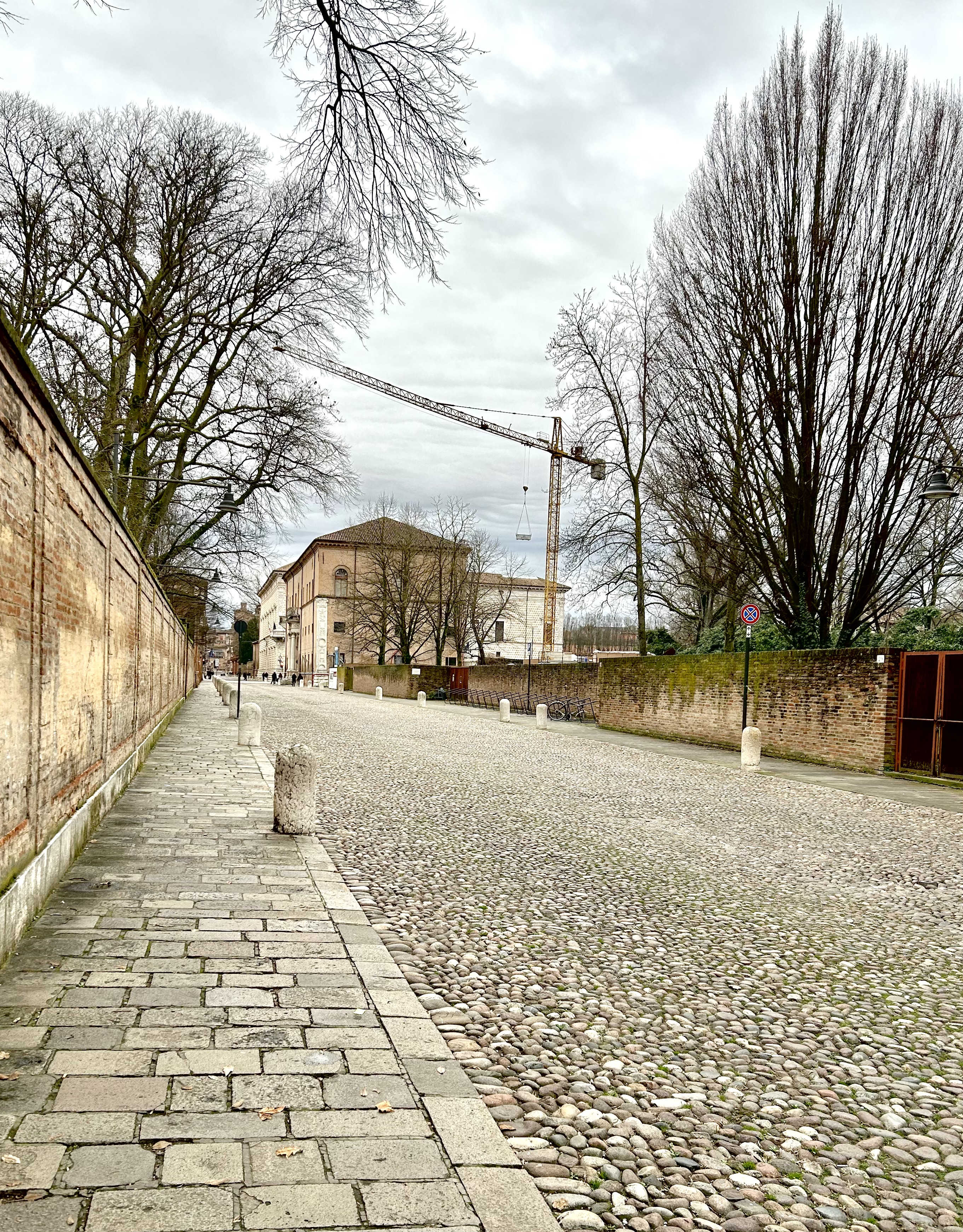
Corso Ercole I d’Este

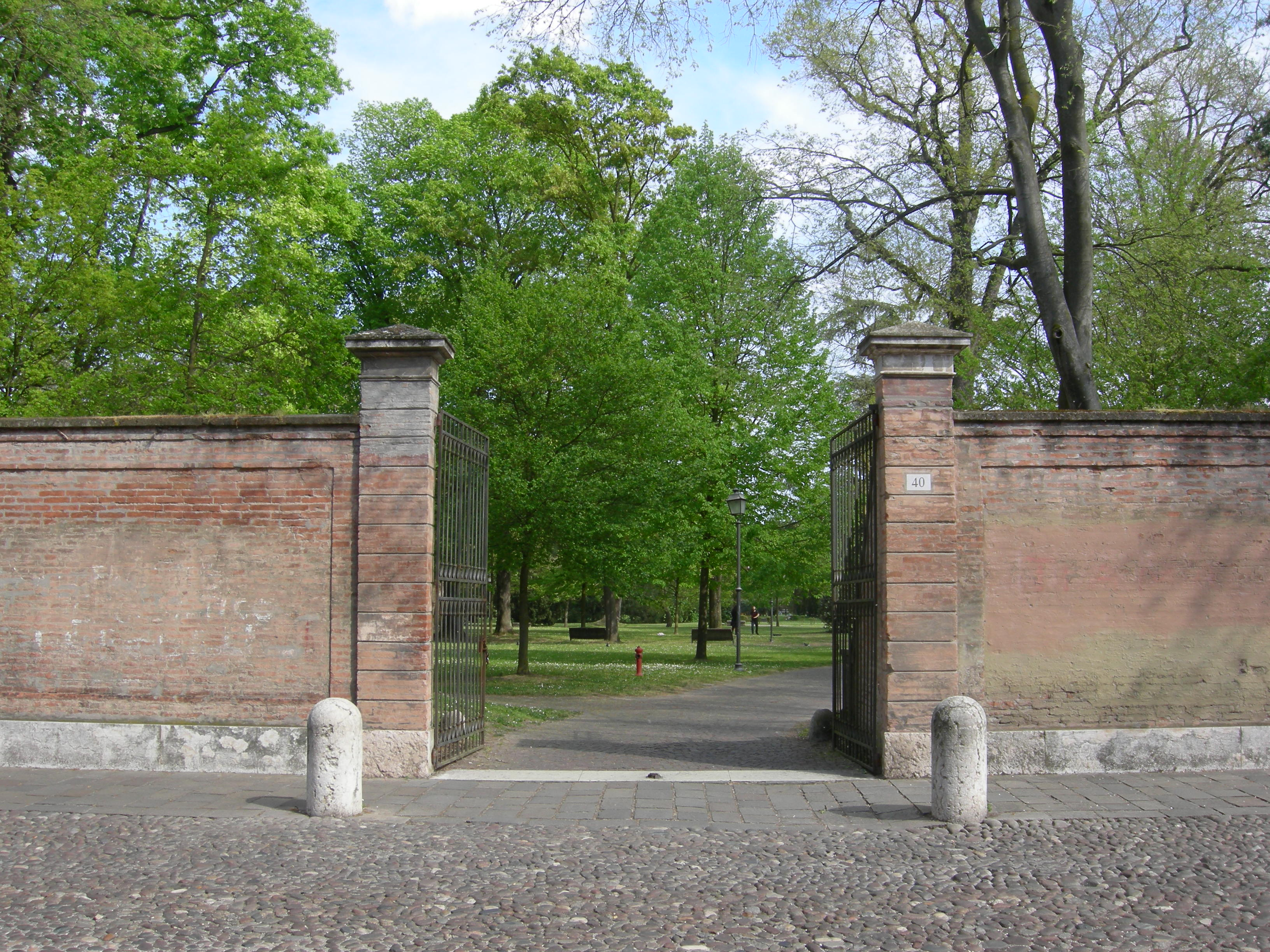
Eingang zum Parco Massari am Corso Ercole I d’Este

Vom Largo Castello aus erreicht man nach einem kurzen Abschnitt die Piazza Torquato Tasso, bei dem sich der Provinzsitz der Banca d’Italia und die Gesù befinden. Nach der Kreuzung mit der Via degli Armari und der Piazzetta dei Combattenti beginnt das letzte Stück vor der Quadrivio degli Angeli, und auf der linken Seite, neben dem Palazzo dei Diamanti, befindet sich der Eingang zum Museo del Risorgimento e della Resistenza, das an das ehemalige Museum Michelangelo Antonioni angrenzt.
Wenn man weiter in Richtung der Stadtmauern geht, kommt man rechts zu einem zweiten Eingang des Massari-Parks und dann links zur Kreuzung mit der Via Arianuova stand früher die Kirche Santa Maria degli Angeli.
Auf der gegenüberliegenden Seite führt die Via Guarini zur Certosa, die man auch erreichen kann, wenn man den Corso weitergeht und in die Viale della Certosa einbiegt. Am Ende der Straße befindet sich der Eingang des wissenschaftlichen Gymnasiums Antonio Roiti.

## Corso Ercole I d’Este und der Film

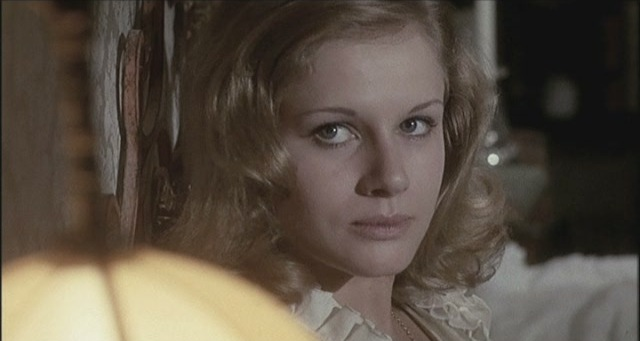
Dominique Sanda im Film Der Garten der Finzi Contini

Die Stadt Ferrara wurde bereits mehrfach von verschiedenen Regisseuren als Filmkulisse genutzt, und der Corso Ercole I d’Este bot sich als Drehort für mehrere große Produktionen an. Einige Aufnahmen wurden hier für die Verfilmung von Giorgio Bassanis Meisterwerk Der Garten der Finzi Contini durch Vittorio De Sica gemacht. Auf dem Corso wurde auch einige Sequenzen für Jenseits der Wolken von Michelangelo Antonioni unter der Co-Regie mit Wim Wenders gedreht. Und der Corso Ercole I d’Este kommt auch in Filmen von Florestano Vancini, Giuliano Montaldo, Gianfranco Mingozzi und weiteren anderen vor.